# Мельники (река)
Ме́льники — река в Партизанском городском округе Приморского края России.
Исток находится на южных склонах гор Пржевальского (отроги Сихотэ-Алиня). Впадает справа в реку Партизанская возле села Казанка.
Длина реки — 38 км, площадь водосборного бассейна — 292 км².

## Притоки
Основные притоки — ключ Киевский, реки Малые Мельники, Большая Поселковая и Белая.

## Этимология
До 1973 г. называлась Тудагоу от китайского Тоудаогоу, что значит «первая река» (тоу — первый, дао — суффикс, гоу — река, вода). Переименована по селу Мельники, расположенному на правом берегу реки.
Также до 1973 г. имели названия китайского происхождения водотоки бассейна р. Мельники — реки: Малые Мельники (Левая Тудагоу), Большая Поселковая (Большая Малюгоу), Малая Поселковая (Малая Малюгоу), руч. Лесной (Тазов).

## Рыбы
В реке Мельники обитают следующие виды рыб: голец восьмиусый, гольян (три вида: обыкновенный, озёрный, амурский), колюшка девятииглая, горчак обыкновенный, пескарь амурский, ротан, ленок, «пеструшка» (речная форма симы), мальма (речная форма мальмы).
Заходят на нерест: краснопёрка дальневосточная (невысоко от устья и не каждый год), кета (невысоко от устья и не каждый год), сима, минога тихоокеанская.
В верхнем течении (выше с. Мельники) — небольшая изолированная популяция речных раков.

## Населённые пункты
В долине реки расположены села (от истока вниз по течению):
- Залесье
- Мельники
- Авангард (до окт. 2004 г. село имело статус пгт)
- Углекаменск (до окт. 2004 г. село имело статус пгт)
- Казанка